# Faisal Devji
Faisal Devji (Zanzíbar, Tanzania, 1964) es un historiador especializado en estudios del Islam y profesor de Historia moderna de la India en la Universidad de Oxford. Estudió en las universidades de British Columbia, de Berkeley y de Chicago, donde se doctoró con una tesis acerca del nacionalismo musulmán en la India. Ha sido jefe de estudios en The Institute of Ismaili Studies de Londres y ha impartido clases en la Universidad de Yale y en The New School for Social Research de Nueva York. Entre sus publicaciones destacan Paisajes del yijah. Militancia, moralidad, modernidad (Edicions Bellaterra, 2007) y The Terrorist in Search of Humanity: Militant Islam and Global Politics (Hurst and Co. y Columbia University Press, 2008). Asimismo, es miembro del comité editorial de la revista Public Culture.